# トレジャーリポート 機械じかけの遺産
『トレジャーリポート 機械じかけの遺産』（トレジャーリポート きかいじかけのいさん）は、バンダイナムコゲームスから2011年5月26日に発売されたニンテンドーDS用ゲームソフト。

## 概要
新聞記者のジョンと新人カメラマンのエミリーが19世紀末の富豪の遺品であるダイヤルシリンダをきっかけに事件を解決していくアドベンチャーゲーム。調査の途中にはナゾトキのパズルゲームが挿入される。

## あらすじ
新人カメラマンのエミリーは、新聞記者のジョンと共に、大ファンである冒険小説家・フェローネの取材に向かう。しかしオフィスにフェローネは居らず、しかも何者かに荒らされていた。その翌日、ジョンの元にフェローネからの小包が届く。それは19世紀末の富豪のアレックス・ワッツマーが遺したダイヤルシリンダだった。それをきっかけに、ジョンたちは事件に巻き込まれ、古代のアブヌス文明に関わっていく。

## 登場人物
ジョン・エバンス（声 - 玉木宏）
セントラル新聞社の記者。仕事より昼寝が好きというグータラ社員で、パズルを解くのが趣味。新人カメラマンのエミリーと共に、フェローネの取材に向かうことになるが、それが壮大な事件の始まりになる。なお、フェローネとは友人で、ある出来事以来疎遠になっている。
エミリー・スミス（声 - 水川あさみ）
セントラル新聞社に入社したての新人カメラマン。母のようなカメラマンになりたい一心で、セントラル新聞社に入社する。フェローネの大ファンで、ファンレターを送るばかりでなく、フェローネ原作の冒険映画で主演する夢まで見るほど。ジョンとは最初馬が合わないが、事件を調査していくうちに信頼関係で結ばれていく。なお、彼女の初出勤途中、何人か登場人物が出てきている。
ニノ（声 - 小野花梨）
いつも飼い犬のプーチと一緒の子供。実はフェローネの子供で、構ってくれない父親を嫌っていて、しかも母親は離婚して出て行ったので、孤独を抱えている。 父に「何かあったらジョンを頼れ」と言われていて、誘拐されたと見せかけてジョンを試し、ジョンに同行する。父親の影響か、かなりのパズル好き。頻繁に、頭に来た相手の膝を蹴っ飛ばす。
オリバー・フェローネ（声 - 櫻井孝宏）
エミリーが大ファンの冒険小説家。デビュー10年目を迎え、遺跡をテーマにした作品を多く書いている。「遺跡に死す」は最も売れ、エミリーの愛読書になっている。ジョンとは友人だが、ある出来事から疎遠になっている。思い立ったら行動するのが優先な為、予定をすっぽかす事もあり、子供のニノに嫌われている。彼がオークションで落札したダイヤルシリンダが、すべての発端となる。
ロバート（声 - てらそままさき）
フェローネの優秀なアシスタントで、小説の時代設定や歴史背景の検証を仕事にしている。ジョン達に同行し、いろいろと助けてくれる。しかし中盤、彼が胸に秘める目的が明らかになる。
ローガン（声 - 細谷佳正）&リリー（声 - 藤井ゆきよ）
自称・一流トレジャーハンターの若いカップル。しかしかなり行動がマイペースで、一言で言うなら「間抜け」。道に迷ったり、トラップに嵌まったりの失敗が絶えない。登場場面も、マンガやアニメの見すぎと思われる。なお、フェローネが落札したオークションに彼らも参加していた。さらにエピローグで彼らの後日譚が語られるが、その間抜けぶりは変わらなかった。
謎の女性（声 - 田中敦子）
アレックスの屋敷を管理している女性。エキゾチックな雰囲気を漂わせていて、しかもある女性に瓜二つ。
アンドレ（声 - 堂坂晃三）
セントラル新聞社編集部部長。部下に読ませたい本を本棚に置くらしい。
キリク
大学で考古学を教える考古学者。アブヌス文明の権威で、アブヌス語も解読できる。頑固さゆえ、学生たちに「ミスター石頭」と呼ばれる。一部の考古学者が唱えるアブヌス王・シャヘルの存在を否定している。
スチュアート（声 - 市来光弘）
若手考古学者で、キリクの息子。独自にアブヌス文明を研究し、シャヘル王の実在を唱えていた。しかし10年前、シャヘルの泉の探索の途中、落盤事故でこの世を去った。それに友人であったジョンとフェローネも同行していて、彼を助けられなかったため、二人は疎遠になっていった。しかも父親のキリクまで、彼の研究を否定するようになった。
アブドゥル（声 - 石上裕一）
遺跡近くの町ダンヌ・ドゥールのガイド。仕掛け箱にてこずっていたところを、ジョン達に助けられる。
アレックス・ワッツマー
19世紀末の大富豪で、高名な建築家であり、アブヌス文明の遺跡も25年かけて発掘し、シュスム庭園やパルドゥの聖塔などを発見した。ギズモ職人としても優れた技術を持っていた。しかし私生活は謎が多く、45歳で逝去。ジョン達は彼の遺した仕掛けを解き明かしていくことになり、また彼に関わるある教会で、彼の子供時代も知っていく。

## 関連用語
アブヌス文明
紀元前3000年代にアブヌス人により築かれた王国で、優れた技術を持っていたといわれている。アレックス・ワッツマーにより多くの発見があったが、王が眠るという「シャヘルの泉」は考古学会で否定されている。
ギズモ
仕掛け箱などのからくり仕掛けの事で、ワッツマーの作品は特に優秀なため、「ワズモ」と呼ばれる。ジョン達は各地で多くのワズモを解き明かしていく。
4つの神器
シャヘルの泉へ導くといわれる伝説の品。しかし行方がわからないため、シャヘルの泉の存在否定の理由にされている。
シャヘルの泉
アブヌス国王・シャヘルがパルドゥの聖塔から転落死し、その遺体が沈められたという泉。王の死を悲しむ民の涙が呼んだ雨により生まれ、泉の水には不老不死の力が宿るという。しかしその泉へつながる墓の所在やシャヘルの存在そのものが、考古学会に否定されている。

## スタッフ
- サウンドプロデュース - 光田康典
- 作曲・編曲 - 桐岡麻季
- シナリオディレクター - 北島行徳
- キャラクターデザイン - Gurihiru
- ロジックパズル - 雅孝司
- メカニカルパズル - パズラボ